# Alfred Gomis
Alfred Benjamin Gomis (Ziguinchor, 5 de setembro de 1993) é um futebolista senegalês que atua como goleiro. Atualmente, joga pelo Palermo.

## Carreira
Ainda jovem foi para o futebol italiano sendo contratado pelo Torino no inicio de 2013. No clube de Turim não obteve chances, sendo emprestado para vários clubes italianos, entre eles Crotone, Avellino, Cesena, Bologna e Salernitana.
Na temporada 2017-2018, Gomis foi o titular por toda a campanha do modesto SPAL 2013, que conseguiu a permanência na Serie A no final da temporada.  

## Seleção
Foi convocado para defender a Seleção Senegalesa de Futebol na Copa do Mundo de 2018, como terceiro goleiro.

## Títulos
Seleção Senegalesa
- Campeonato Africano das Nações: 2021